# Hans Ströbitzer
Hans Ströbitzer (* 2. April 1930 in Strengberg; † 14. Oktober 2017 in St. Pölten) war ein österreichischer Journalist und Publizist.

## Leben
Ströbitzer studierte Staatswissenschaften. Er war von 1964 bis 1995 Chefredakteur der Niederösterreichischen Nachrichten. In dieser Zeit steigerte er die Auflage von 90.000 auf 600.000 Exemplare. Er schrieb 17 Jahre lang Kommentare für Radio Niederösterreich. Von 1970 bis 1981 war er außerdem Schriftleiter der Fachzeitschrift Information und Meinung. Ströbitzer war unter anderem Vorstandsmitglied des Verbands katholischer Publizistinnen und Publizisten Österreichs. Der Journalist Stefan Ströbitzer ist sein Sohn.
1967 erhielt er den Staatspreis für publizistische Leistungen im Interesse der Geistigen Landesverteidigung. 2010 wurde Ströbitzer mit dem  Ehrenkreuz für Wissenschaft und Kunst I. Klasse ausgezeichnet. Landeshauptmann Erwin Pröll würdigte Ströbitzer als „Leitfigur für Generationen von Journalisten“. 2011 erhielt er den Niederösterreichischen Kulturpreis in der Kategorie Erwachsenenbildung.
Ströbitzer lebte in St. Pölten, wo 2020 die Ströbitzerstraße nach ihm benannt wurde, und war verheiratet mit seiner Gattin Inge.

## Publikationen
- Wer regiert Niederösterreich. 1974–1979. Verlag Niederösterreichisches Pressehaus, St. Pölten 1978 (6. Auflage) ISBN 3-85326-438-7.
- mit Herbert Waldhauser: Unser Niederösterreich. Vom Armenhaus Europas zur Top-Region. Landesverlag, St. Pölten 2002 ISBN 3-85214-770-0.
- Christliche Arbeitnehmer- und Gewerkschaftsbewegung im Spiegel der Zeit. Am Beispiel Niederösterreichs. Residenz Verlag, St. Pölten 2009, ISBN 978-3-7017-3177-0.

Herausgeberschaften
- Die Natur, das Wild und die Jagd. NP-Buchverlag, St. Pölten 2004, ISBN 3-85326-360-7.

## Auszeichnungen
- 1967: Staatspreis für publizistische Leistungen im Interesse der Geistigen Landesverteidigung
- 2001: Goldenes Ehrenzeichen für Verdienste um die Republik Österreich[11]
- 2010: Ehrenkreuz für Wissenschaft und Kunst I. Klasse[2]
- 2011: Niederösterreichischer Kulturpreis in der Kategorie Erwachsenenbildung
- Ehrenzeichen der Stadt St. Pölten
- Berufstitel Professor

### Hans-Ströbitzer-Preis
Im Jahr 2017 schrieb der Pressverein der Diözese St. Pölten einen mit 5000 Euro dotierten Ströbitzer gewidmeten Preis für Jungjounalisten aus.
Ausgezeichnet wurden:
- 2020 Jurypreis:[12]
  - Verena Gleitsmann (ORF)
  - Markus Glück (NÖN)
  - Daniel Seper (Theologe und freier Journalist)
  - Hugo Portisch (Ehrenpreis für sein Lebenswerk)

- 2022:
  - Marlene Groihofer (Radio Klassik Stephansdom)
  - Markus Füxl (NÖN)
  - Margit Laufer (ORF)
  - Engelbert Washietl (Ehrenpreis für sein Lebenswerk)[13]

- 2023:[14]
  - Daphne Hruby (ORF Ö1)
  - Thomas Winkelmüller (Datum)
  - Victoria Schwendenwein (Furche)
  - Nachwuchspreis: Maria Prchal (NÖN)
  - Heinz Nußbaumer (Ehrenpreis für sein Lebenswerk)

- 2025:[15]
  - Ines Schaberger (Schweizer Fernsehen SRF)
  - Kathrin Pollak-Greilberger (Zeit im Bild, ORF)
  - Emmanuela Sutter (Corrigenda/Exxpress)
  - Philipp Grabner (Niederösterreichischen Nachrichten, Nachwuchspreis)
  - Hans Winkler (Ehrenpreis für sein Lebenswerk)